# Misery (novel·la)
Misery és una novel·la de terror psicològic de l'escriptor estatunidenc Stephen King, publicada per Viking Press el 8 de juny de 1987. La història segueix els fets que li ocorren a Paul Sheldon, un talentós escriptor de novel·les romàntiques que després de tenir un accident es desperta sota les cures d'Annie Wilkies, una infermera admiradora de les seves novel·les. Al principi, tot sembla marxar bé, no obstant això, aviat esbrina que les sol·lícites cures de la dona només tenen com a objectiu el que continuï escrivint més novel·les de la sèrie de Misery, l'heroïna que l'escriptor ha matat en la seva última novel·la. Terroritzat, descobreix que l'obsessiva dona utilitzarà qualsevol mitjà per a aconseguir la seva fi.
La novel·la va tenir una gran recepció que va ser guanyadora del premi Bram Stoker a la millor novel·la. La adaptació cinematogràfica dirigida per Rob Reiner va ser realitzada en 1990.

## Resum
Paul Sheldon és un famós escriptor de novel·les romàntiques ambientades en l'època victoriana, el personatge principal de la qual es diu Misery Chastain. La seva més recent novel·la, "El fill de Misery" presenta la mort del seu personatge principal com a part dels plans de l'escriptor per a immiscir-se en nous gèneres literaris i planeja començar amb la publicació del manuscrit de la seva més recent obra "Fast Cars". Una tarda d'hivern, durant una tempesta de neu camí de Los Angeles, sofreix un accident de trànsit. Desperta a la casa de Annie Wilkes, una infermera admiradora del seu treball que clama ser el seu fan número u. Dau al fet que les cames de Paul van quedar trencades després de l'accident i el tractament que rep per a suportar el dolor amb sedants, l'escriptor no té d'una altra més romandre en llit sota les cures de Annie, qui al principi sembla una fanàtica entusiasta no obstant això Paul s'adona que una cosa estranya passa amb el comportament de Annie a mesura que aquesta ho agredeix sense raó aparent i es mostra molt violenta.
Quan Annie compra la més recent còpia del "fill de Misery", enfurida agredeix a Paul i el deixa per gairebé tres dies sense menjar i sense els seus sedants per al dolor degut a la mort de Misery en la novel·la. Per a quan la infermera torna aquesta obliga a Paul a cremar l'únic manuscrit de "Fast Cars" per al dolor de l'escriptor que des d'aquest dia jura matar a Annie. El pla de la infermera és obligar el seu escriptor favorit a escriure la seqüela del "Fill de Misery" per a poder portar de retorn a la vida a Misery i per a això li proporciona una màquina d'escriure una vegada que aquest es recupera per a desplaçar-se per una cadira de rodes. Desafortunadament Paul té problemes per a escriure la novel·la des que Annie revisa el seu treball constantment i no tolera les "queixes" de Paul. A mesura que el temps passa i Paul contínua amb la redacció de la novel·la aquest va recuperant-se a poc a poc de les seves ferides i és capaç d'exercitar-se en usar la màquina d'escriure com a pes i obté la inspiració que li faltava per a escriure una manera convincent de ressuscitar Misery, el que deixa emocionada a Annie.
Paul també aprofita dues ocasions en les quals Annie se'n va de la casa per a explorar el lloc descobrint en el procrés que la infermera té història cometent assassinats de diversos pacients infants i ancians però no ha estat arrestada per falta de proves. Tement pel seu benestar, Paul roba un ganivet de la cuina amb el qual espera sorprendre Annie; tanmateix aquesta descobreix les seves escapades de l'habitació i el castiga tallant-li el seu peu dret amb una destral. Després que Annie assassina un oficial de policia que es va detenir en la granja, Paul roba una llauna de líquid inflamable de la cotxera i finalment acaba la novel·la.
Abans d'anunciar-li la notícia a Annie, Paul li demana un parell de coses per a "celebrar" el llançament de la seva següent novel·la i quan Annie torna a l'habitació de Paul, el sorprèn cremant el manuscrit, iniciant una feroç baralla en la qual Paul a amb prou feines aconsegueix matar aparentment Annie i sortir de l'habitació. Tanmateix aquest no abandona la granja perquè és capaç de sentir els dits d'Annie aferrant-se a la seva roba des de la part inferior de la porta. Dos oficials de policia troben Paul en un estat gairebé histèric i paranoic però després d'inspeccionar la granja troben el cos d'Annie ja morta que es trobava a punt d'armar-se amb una destral a una altra part de la granja.
Algun temps després un recuperat Paul torna a aconseguir un nou èxit amb la publicació del llibre que Annie el va obligar a redactar titulat "Misery Returns" ja que aquest havia cremat una còpia; malgrat la bona recepció que la novel·la ha tingut, Paul ha quedat traumatitzat per la seva experiència amb Annie, encara pateix malsons i s'ha tornat alcohòlic per bregar amb el seu estrès posttraumàtic, deixant-lo sense el seu do per a redactar com abans però després de tornar d'un viatge i tenir una peculiar experiència amb un nen, un carro de compres i una mofeta, Paul queda inspirat per a la redacció de la seva següent novel·la.

## Antecedents
Una de les inspiracions de Stephen King per a Misery va ser la reacció que els fanàtics van tenir de la seva novel·la de 1984 The Eyes of the Dragon. Molts fans van rebutjar The Eyes of the Dragon perquè era un llibre de fantasia èpica, que no presentava l'horror pel qual s'havia fet la seva reputació. Paul Sheldon sentint-se encadenat als llibres de Misery pels seus fans va ser una metàfora dels sentiments de King cap a l'horror. Una altra font va ser l'addicció de King a les drogues i l'alcohol, i la seva lluita per deixar-les. Citant:
"Prenguin a la infermera psicòtica a Misery, que vaig escriure quan tenia problemes amb les drogues. Sabia el que estava escrivint. Mai va haver-hi dubtes. Annie va ser el meu problema amb drogues, i era el meu fan número u. Déu, ella mai va voler anar-se'n."
King també va atribuir a un somni que va tenir durant un vol de transatlàntic a Londres la situació i personatges que van incrementar en Misery. Al final que King projectava en aquesta primera versió de Misery, que es titularia The Annie Wilkes Edition el llibre que Annie obligava escriure a Paul acabaria enquadernada amb la pròpia pell de l'escriptor, mentre que Misery, la truja mascota de la infermera, es menjaria la seva carn.

## Adaptacions
- Rob Reiner va adaptar la novel·la per al cinema l'any 1990 (vegeu Misery (pel·lícula), dirigida per Rob Reiner). James Caan i Kathy Bates actuaven com Paul i Annie, respectivament. Lauren Bacall, Richard Farnsworth, i Frances Sternhagen són els altres actors que completaven el petit repartiment. El film va ser un èxit crítica i comercialment. Kathy Bates va guanyar l'Oscar a Millor Actriu per la seva actuació.
- La novel·la va ser adaptada per a una obra teatral que va obtenir un èxit moderat. Va ser reviscuda novament en 2005, amb les actuacions de Michael Praed i Susan Penhaligon.
- La novel·la ha estat parodiada en un episodi d' Els Simpsons, Pare de família i en un sketch de Muchachada Nui amb Barry Gibb dels Bee Gees com a protagonista.
- La banda mexicana Divisió Minúscula fa un tribut a la pel·lícula amb la seva cançó "Tinta y Papel" al seu àlbum Defecto Perfecto.
- La banda de metal estatunidenca Anthrax va escriure la cançó misery loves company de l'àlbum State of euphoria sobre el llibre.
- Adal Ramones va parodiar en un dels seus episodis de final de temporada de la sèrie: ¿Y ahora qué hago? on una fanàtica del programa Otro Rollo li demanava que tornés a sortir a l'aire després que s'havia retirat d'aquest programa.
- La seva adaptació al teatre en castellà el 1998 li va valdre a Beatriz Carvajal un Fotogramas de Plata 1999.[6][7]
- A partir de 2011 s'ha muntat a Mèxic una versió teatral protagonitzada per Damián Alcázar e Itati Cantoral, sota la direcció d'Antonio Castro.
- José Mota paròdia en el primer episodi de "La hora de José Mota" la pel·lícula en un sketch en el que s'interpreta a si mateix sent retingut per "La Blasa" qui el volia obligar a reescriure el guió del seu programa ja que ella no apareixia.
- Al videojoc de 2017, Resident Evil 7, es va llançar un DLC en el qual Margarite Baker cuidava del protagonista estant retingut en el llit, de la mateixa manera en la qual Annie Wilkes cuida de Paul.
- El cantant sud-coreà Kim Hyun Joong va comentar en una entrevista, haver-se inspirat en està obra per a compondre el tema que porta el mateix nom.